# 伊塔茹伊皮
伊塔茹伊皮（葡萄牙語：Itajuípe）是巴西巴伊亚州的一个市镇。总面积295.912平方公里，总人口20746人，人口密度70.1人/平方公里。